# Mîrjiivka, Nova Ușîțea
Mîrjiivka (în ucraineană Миржіївка) este un sat în comuna Hlibiv din raionul Nova Ușîțea, regiunea Hmelnîțkîi, Ucraina.

## Demografie
Componența lingvistică a localității Mîrjiivka
     Ucraineană (98,68%)
     Română (1,32%)
Conform recensământului din 2001, majoritatea populației localității Mîrjiivka era vorbitoare de ucraineană (98,68%), existând în minoritate și vorbitori de română (1,32%).